# Дуйян, Эфе
Эфе Дуйян (тур. Efe Duyan; род. 6 октября 1981, Стамбул) — турецкий поэт.
Окончил Ближневосточный технический университет в Анкаре, где изучал архитектуру и философию. Затем окончил магистратуру Технического университета Йылдыз и аспирантуру Университета искусств имени Мимара Синана, в обоих случаях специализируясь на истории архитектуры, ту же дисциплину преподавал во втором из этих учебных заведений.
Входил в редакционные коллегии журналов «Nikbinlik» (с тур. — «Оптимизм»; 2000—2005), «Sanat Cephesi» (с тур. — «Фронт искусств»; 2006—2010) и «Çevrimdışı İstanbul» (с тур. — «Стамбул оффлайн»; 2016—2018). Автор поэтических сборников «Обмен» (тур. Takas; 2006), «Только стихи — любовь» (тур. Tek Şiirlik Aşklar; 2012) и «Часто задаваемые вопросы» (тур. Sıkça Sorulan Sorular; 2016). Выступал как переводчик современной поэзии, в том числе стихотворений Маттиаса Гёртица, Ллойда Шварца, Раду Ванку. Опубликовал также несколько статей о поэзии Назыма Хикмета.
Стихи Дуйяна переведены на несколько десятков языков. На русский язык их переводил Дмитрий Кузьмин.
С 2020 года живёт в Латвии, женат на поэтессе Мадаре Грунтмане.